# Léon Richer
Léon-Pierre Richer (Orne, 19 de marzo de 1824-Paris, 25 de junio de 1911) fue un periodista, masón, librepensador y feminista francés. Colaboró estrechamente con Maria Deraismes durante los inicios del movimiento feminista en París. Editó Le droit des femmes (Derechos de las mujeres) un periódico feminista publicado de 1869 a 1891. Fue el fundador de la Ligue française pour le droit des femmes (Liga francesa por el derecho de las mujeres), una de las principales organizaciones en Francia de los años 1880. 
Defensor de un feminismo republicano y reformista quiso fijar la estrategia del movimiento, un papel que algunas mujeres consideran excesivo. 
Aunque defensor de los derechos de las mujeres no apoyó de facto el sufragio femenino. Reconocía el derecho al voto de las mujeres como seres humanos y miembros de la sociedad pero temía que darles la posibilidad de votar implicaría ventaja para los sectores clericales y monárquicos. En varias ocasiones manifestó explícitamente que los curas, confesores de las mujeres, tenían el control oculto del voto femenino y denunció la falta de formación de las mujeres en los valores republicanos.

## Biografía
Nació en el departamento de Orne, en 1824. Trabajó once años para la Railroads Orléans como pasante de notario y a mediados de 1860 se convirtió en periodista. Escribió una columna para el Petit Parisien. Publicó varios estudios de filosofía religiosa en la Alliance religieuse universelle y posteriormente en la revista Libre Conscience dirigida por Henri Carle. De 1866-68 la Opinion nationale publicó sus Lettres d'un libre-penseur à un curé de village (Cartas de un librepensador a un sacerdote de pueblo)
que fueron ampliamente debatidos y republicados en dos volúmenes. Después publicó una serie de panfletos en la misma línea de pensamiento: Le Tocsin, Alerte! y les Propos d'un mécréant contestados por los ultramontanistas con ataques al autor.
A Richer lo llamaron el "hombre tranquilo y serio". Según Simone de Beauvoir fue "el verdadero fundador del feminismo en Francia". En 1868 cuando fueron autorizadas las reuniones políticas dirigió y organizó una serie de conferencias del Gran Oriente en París en la que él mismo intervino en varias ocasiones. En febrero de 1866 animó a Maria Deraismes a participar en estas "conferencias filosóficas". Esto lanzó su carrera como feminista. Deraismes heredó una fortuna y decidió evitar la boda con el fin de conservar la libertad.

### Le Droit des femmes
Richer fundó Le Droit des femmes (Derechos de las Mujeres) un periódico que apareció de 1869 a 1891. El objetivo del periódico semanal fue a hacer una campaña para la reforma de los derechos legales de las mujeres. Las demandas incluían el establecimiento de un consejo de familia que podría ayudar a las mujeres que sufrían abusos de sus maridos o padres, mejor educación para las niñas, salarios más altos para las mujeres para reducir la necesidad prostituirse, igualdad de salarios por el mismo trabajo, admisión de mujeres calificadas en las profesiones, el control por parte de las mujeres de la propiedad y la riqueza y la revisión del Código Civil. El periódico no exigió el sufragio femenino, Richer siempre proclamó su apoyo pero siempre en la práctica encontró razones para oponerse. Richer editó el periódico y escribió la mayor parte de su contenido. Desraismes ayudó a fundar el periódico en el que contribuyó. Ella y Richer fundaron la Societé pour l'amélioration du sort de la femme (Sociedad para la mejora de la condición de la mujer) que celebró el primer banquete feminista el 11 de julio de 1870.

### La tercera república francesa
La Tercera República Francesa nació el 4 de septiembre de 1870 después del derrumbe del Segundo Imperio Francés colapsado por la guerra franco-prusiana. Tras el final de la guerra el país quedó dividido entre republicanos liberales y conservadores monárquicos pero ambos grupos estaban unidos para combatir la pérdida moral de la corte imperial, y los derechos de las mujeres estaban asociados a la inmoralidad. Las feministas continuaron con sus actividades, pero mantenían un perfil bajo. A mediados de 1870 Eugénie Potonié-Pierre se incorporó a la Sociedad para la mejora de la condición de la mujer y se convirtió en secretaria de Le Droit des femmes y contribuyó regularmente en la publicación.

#### Conferencia Internacional sobre los Derechos de las Mujeres
Desraismes y Richer organizaron la Conferencia sobre los Derechos de las Mujeres en julio-agosto de 1878. El comité organizador incluyó representantes de Francia, Suiza, Italia, Holanda, Rusia y América. El congreso debatió sobre historia, educación, derechos económicos, moralidad y leyes.
Hubertine Auclert intentó plantear la cuestión del sufragio femenino en la conferencia pero la propuesta fue considerada prematura y fue rechazada por lo que Auclert se separó. La mayoría de las feministas se mantuvieron con Desraismes y Richer partidarios de una estrategia pragmática de abrir brechas opuesta a la estrategia de confrontación y asalto de Auclert. La prioridad para ellos era consolidar la república secular y los derechos de las mujeres quedaban en un segundo objetivo. La alianza con los republicanos tuvo un efecto positivo. Después de que los republicanos obtuvieran el control de la Asamblea Nacional en 1879 Richer escribió el proyecto de ley de divorcio que Alfred Joseph Naqued introdujo en la Cámara de Diputados.

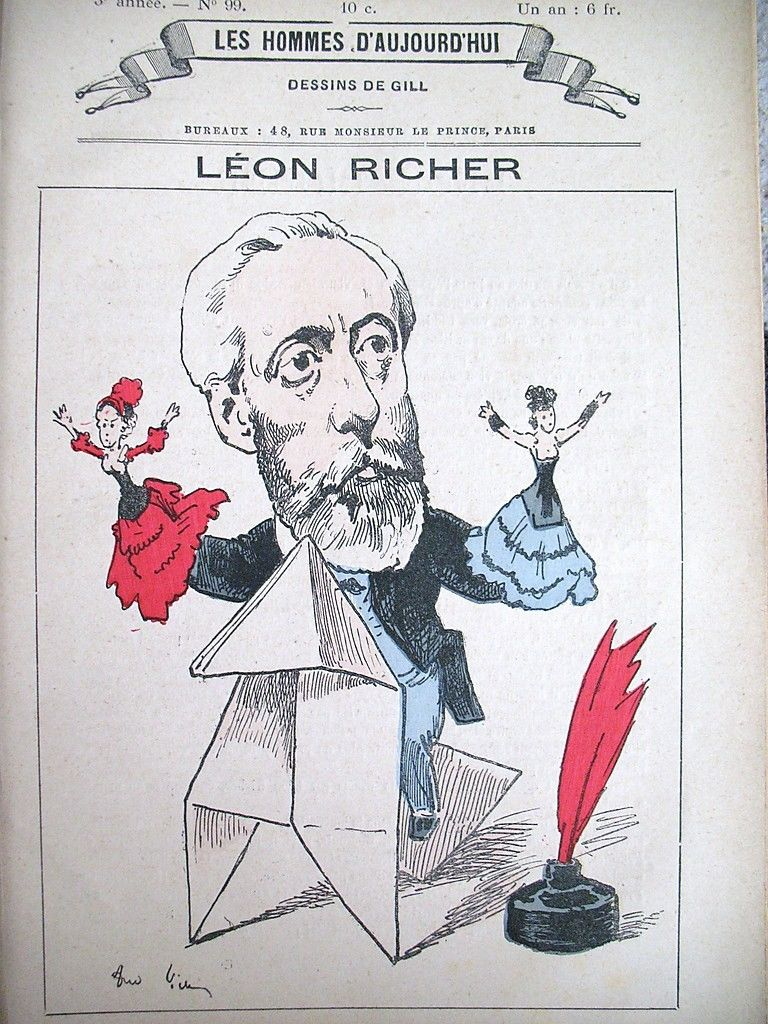
Léon Richer por André Gill

En octubre de 1882 Deraismes se posicionó a favor del sufragio femenino con Auclert considerándolo un importante avance. Richer no estuvo de acuerdo. Deraismes dejó su actividad en la organización de la Sociedad para la mejora y en noviembre de 1882 fundó la Ligue Française pour le Droit des Femmes  (Liga Francesa por el Derecho de las Mujeres). En diciembre se publicó el nombre de los 66 miembros fundadores y la Liga celebró su primera asamblea general en 1883. Victor Hugo fue el presidente Honorario y Deraismes y Auguste Vacquerie fueron vicepresidentes honorarios. Richer cree que con los cambios de ley podría mejorar la colaboración con los políticos. A finales de 1883 la Liga tenía ya 194 miembros, entre ellos casi la mitad fueron hombres, incluyendo políticos y escritores. En los siguientes años el número de miembros descendió y diez años quedaron sólo 95 miembros. El periódico Le Droit des Femmes vio aumentar su dependencia a los subsidios de la Liga y a menudo se encontró cerca de la quiebra.
En 1883 Richer publicó Le Code des Femmes  que definió las reformas más urgentes y los que serían más fáciles de alcanzar. En la lista Richer no incluyó el sufragio femenino. Richer asumió una línea anticlerical escribiendo "ya es suficiente para nosotros tener que luchar contra los reaccionarios del sexo masculino sin dar a estos partidarios de los regímenes vencidos el apoyo de millones de votos femeninos sometidos a la oculta dominación del cura, su confesor". En 1885 Richer declaró que las feministas radicales "comprometen gravemente a las causas que dicen defender" mientras reafirma su apoyo al sufragio de las mujeres.
Por otro lado Richer consideraba que las mujeres no tenían suficiente educación en relación con los principios republicanos. Escribió en Le Droit des Femmes el 20 de mayo de 1888. "Creo que en la actualidad podría ser peligroso -en Francia- dar el voto político a las mujeres. Son en su gran mayoría reaccionarias y clericales. Si hoy votaran la República no duraría más de seis meses".
En 1889 el gobierno francés patrocinó un "congreso de mujeres" presidido por Jules Simon que celebró el papel de las mujeres en la sociedad y particularmente sus actividades caritativas. Las feministas liderados por Léon Richer y Maria Deraismes organizaron un congreso alternativo: Congreso Francés e Internacional del Derecho de las Mujeres celebrado en París el 25 al 29 de junio de 1889. Richer y Deraismes se habían distanciado durante los años 1880 pero aceptaron cooperar en esta conferencia. La feminista suiza Émile de Morsier fue una de las organizadoras del congreso gubernamental pero asistió también al congreso feminista y realizó una donación para apoyarlo. En esa época Richer, Deraismes y Auclert no se dirigían a las mujeres pobres, muchas de ellas socialistas. Su "feminismo republicano" representaba esencialmente las necesidad y deseos de las mujeres de la clase media.
En diciembre de 1891 Le Droit des Femmes dejó de publicarse y Richer se retiró del movimiento feminista. Era mayor y tenía poca salud. Fue el último de los líderes varones feministas y dejó una organización con una participación cada vez más importante de las mujeres. Fue homenajeado por la Liga en 1902. 
Murió a los 87 años, el 25 de junio de 1911.
Mantuvo correspondencia con la periodista y feminista francesa Eugénie Niboyet del periódico feminista Voix des femmes.

## Publicaciones
- Léon Richer y Adolphe Guéroult, Lettres d'un Libre-Penseur à un Curé de Village,... précédées d'une introduction par A. Guéroult, Armand le Chevalier, Armand le Chevalier, 1868
- Le tocsin , Madre, 1868
- Alerte ! par Léon Richer , A. Panis, 1868
- Propos d'un Mécréant: par Léon Richer,... , Paris, Panis, 1868
- Le livre des femmes , Bibliothèque Démocratique, 1872
- Lettres parisiennes: la politique en 1873 , Librairie de la Société des gens de lettres, 1874
- Le divorce: projet de loi précédé d'un exposé des motifs et suivi des principaux documents officiels se rattachant a la question , Le Chevalier, 1874
- Un mariage honteux, par Léon Richer, E. Dentu, 1876
- La femme libre, E. Dentu, 1877
- Le droit des femmes, 1879
- Le code des femmes, E. Dentu, 1883